# Olympische Winterspiele 1988/Rennrodeln – Doppelsitzer
Der Doppelsitzer im Rennrodeln bei den Olympischen Winterspielen 1988 in Calgary bestand aus zwei Läufen, von denen beide  am 19. Februar 1988 ausgetragen wurden. Austragungsort war die Calgary’s WinSport Bobsleigh/Luge Track im Canada Olympic Park. Am Start waren 18 Doppelsitzer aus 11 Ländern, von denen alle in die Wertung kamen.
Olympiasieger wurden Jörg Hoffmann und Jochen Pietzsch aus der DDR. Die Silbermedaille sicherten sich ihre Landsmänner Stefan Krauße und Jan Behrendt vor Thomas Schwab und Wolfgang Staudinger, die die Bronzemedaille gewannen.

## Ergebnis
| Rang | Athleten                              | Nation             | 1. Lauf (s) | 2. Lauf (s) | Gesamt (min) |
| ---- | ------------------------------------- | ------------------ | ----------- | ----------- | ------------ |
| 1    | Jörg Hoffmann Jochen Pietzsch         | DDR                | 45,786      | 46,154      | 1:31,940     |
| 2    | Stefan Krauße Jan Behrendt            | DDR                | 45,886      | 46,153      | 1:32,039     |
| 3    | Thomas Schwab Wolfgang Staudinger     | BR Deutschland     | 46,024      | 46,250      | 1:32,274     |
| 4    | Stefan Ilsanker Georg Hackl           | BR Deutschland     | 46,054      | 46,244      | 1:32,298     |
| 5    | Georg Fluckinger Robert Manzenreiter  | Österreich         | 46,135      | 46,229      | 1:32,364     |
| 6    | Witali Melnik Dmitri Alexejew         | Sowjetunion        | 46,060      | 46,399      | 1:32,459     |
| 7    | Kurt Brugger Wilfried Huber           | Italien            | 46,125      | 46,428      | 1:32,553     |
| 7    | Jewgeni Beloussow Alexander Beljakow  | Sowjetunion        | 45,973      | 46,580      | 1:32,553     |
| 9    | Bernhard Kammerer Walter Brunner      | Italien            | 46,381      | 46,790      | 1:33,171     |
| 10   | Bob Gasper André Benoit               | Kanada             | 46,240      | 47,066      | 1:33,306     |
| 11   | Miroslav Zajonc Timothy Nardiello     | Vereinigte Staaten | 46,482      | 46,838      | 1:33,320     |
| 12   | Gerhard Sandbichler Franz Lechleitner | Österreich         | 46,771      | 46,691      | 1:33,462     |
| 13   | Petr Urban Luboš Jíra                 | Tschechoslowakei   | 46,388      | 47,233      | 1:33,621     |
| 14   | Kazuhiko Takamatsu Tsukasa Hirakawa   | Japan              | 47,129      | 47,324      | 1:34,453     |
| 15   | Stephen Brialey Nick Ovett            | Großbritannien     | 46,912      | 47,764      | 1:34,676     |
| 16   | Joe Barile Steven Maher               | Vereinigte Staaten | 46,262      | 48,701      | 1:34,963     |
| 17   | Sam Salmon Dan Doll                   | Kanada             | 48,300      | 49,058      | 1:37,358     |
| 18   | Krassimir Kamenow Mitko Batschew      | Bulgarien          | 51,957      | 48,620      | 1:40,577     |